# Manasa (divinità)
Manasa (sanscrito: मनसा, romanizzato: Manasā) è una dea indù dei serpenti.È venerata principalmente in Bihar, Odisha, Bengala, Jharkhand, Assam e altre parti dell'India nord-orientale e in Uttarakhand, principalmente per la prevenzione e la cura del morso di serpente, e anche per la fertilità e la prosperità. Nei testi indù, Manasa è la figlia del saggio Kashyapa, sorella di Vasuki, re dei Nāga (serpenti), e moglie del saggio Jaratkaru. È la madre del saggio Astika.Nella tradizione regionale, i suoi racconti enfatizzano il suo cattivo carattere e la sua infelicità, dovuti al rifiuto da parte del padre, Shiva, e del marito (Jaratkaru), e all'odi o della matrigna Chandi (moglie di Shiva, identificata in questo contesto con Parvati). Manasa è raffigurata come gentile con i suoi devoti, ma dura verso le persone che si rifiutano di adorarla.Negata la piena divinità a causa della sua parentela mista, l'obiettivo di Manasa era quello di stabilire pienamente la sua autorità come dea e di acquisire fedeli devoti umani.